# Guerre des chimpanzés de Gombe
La guerre des chimpanzés de Gombe, aussi connue sous le nom de la guerre de quatre ans de Gombe, qui a duré de 1974 à 1978, est un conflit violent entre deux communautés de chimpanzés dans le parc national de Gombe Stream en Tanzanie.

## Contexte
À la fin des années 1950, Jane Goodall, originaire d'Angleterre, devient assistante de Louis Leakey, un paléo-primatologue kényan alors conservateur au musée Coryndon de Nairobi. En 1960, encouragée par celui qui est devenu son mentor, la jeune femme de 26 ans se rend en Tanzanie, afin de mener une étude d'observation des chimpanzés sauvages.
Elle s'installe dans le parc national de Gombe Stream, sur la rive est du lac Tanganyika, au nord de la ville de Kigoma,. Leakey affirme qu'observer d'autres membres de la famille des hominidés dans leur environnement naturel doit permettre d'éclairer le fonctionnement des sociétés humaines primitives,.

## La guerre
En 1974, la chercheuse Jane Goodall, qui étudie les colonies de chimpanzés de Gombe depuis plus de quinze ans, est la première à remarquer la division d'une communauté de primates en deux sous-groupes — des simulations informatiques, basées sur les notes de Goodall, ont révélé, des années plus tard, que la fracture entre les deux groupes était présente dès 1971. Elle observe l'émergence progressive d'antagonismes entre les deux groupes, vivant initialement sous le régime de la coexistence pacifique : les « Kasakelas » et les « Kahamas », qui occupent respectivement la vallée de Kasakela, dans le Nord du parc, et la vallée de Kahama, dans le Sud du parc,. La communauté « Kahama » est composée de six mâles adultes (parmi lesquels les chimpanzés nommés par Goodall « Hugh », « Charlie » et « Goliath »), trois adultes femelles avec leurs petits et un mâle adolescent (nommé « Sniff »). Le groupe « Kasakela », plus grand, rassemble douze femelles adultes, leurs petits et huit mâles adultes.
Le premier acte de violence significatif survient le 7 janvier 1974, quand un groupe de six mâles adultes de Kasakela attaque et tue « Godi », un jeune mâle Kahama, qui se nourrissait dans un arbre,,. Cet incident meurtrier constitue la première observation scientifique de chimpanzés tuant délibérément un congénère,.
Durant les quatre années suivantes, les six mâles membres du groupe Kahama sont tous tués par les mâles Kasakela. Parmi les femelles Kahama, une est tuée, deux disparaissent et trois sont battues et kidnappées par les mâles Kasakela. La communauté Kahama anéantie, les Kasakela prennent possession de son territoire,. Le compte-rendu de cette « guerre de quatre ans », opposant les chimpanzés du Nord à ceux du Sud du parc national de Gombe, est le premier témoignage rapporté par des scientifiques d'une confrontation guerrière au cours de laquelle un groupe de primates non humain en détruit méthodiquement un autre.
Ces gains territoriaux ne furent pourtant pas permanents ; une fois les Kahamas disparus, le territoire des Kasakelas butait directement contre le territoire d'une autre communauté de chimpanzés, nommés les « Kalande ». Intimidés par la force supérieure et le nombre des Kalande ainsi que par quelques violentes escarmouches le long de leur frontière, les Kasakela abandonnèrent rapidement une grande partie de leur nouveau territoire.

## Effets sur Goodall
Le déclenchement de la guerre choqua Goodall, qui considérait auparavant les chimpanzés, bien que similaires aux humains, « plutôt gentils » dans leur comportement.
Couplée avec l'observation en 1975 d'infanticide cannibale perpétré par une femelle de haut rang de la communauté, la violence de la guerre de Gombe a révélé le « côté obscur » du comportement des chimpanzés. Cette révélation l'a profondément perturbée ; dans ses mémoires intitulés Through a Window: My Thirty Years with the Chimpanzees of Gombe (« À travers une fenêtre : mes trente ans avec les chimpanzés de Gombe »), elle écrit :

« Pendant des années, je me suis efforcée de me réconcilier avec cette nouvelle connaissance. Souvent, quand je me réveillais la nuit, des images horribles jaillissaient spontanément de mon esprit — Satan [l'un des singes], mains jointes en coupe sous le menton de Sniff en train de boire le sang coulant à flots d'une grande blessure sur son visage ; le vieux Rodolf, d'habitude si doux, debout à lancer une pierre de quatre livres sur le corps prostré de God ; Jomeo déchirer une bande de peau de la cuisse de Dé ; Figan, charger et frapper, encore et encore le corps blessé et frémissant de Goliath, un de ses héros d'enfance… »

— Jane Goodall, Through a Window: My Thirty Years with the Chimpanzees of Gombe

## Études

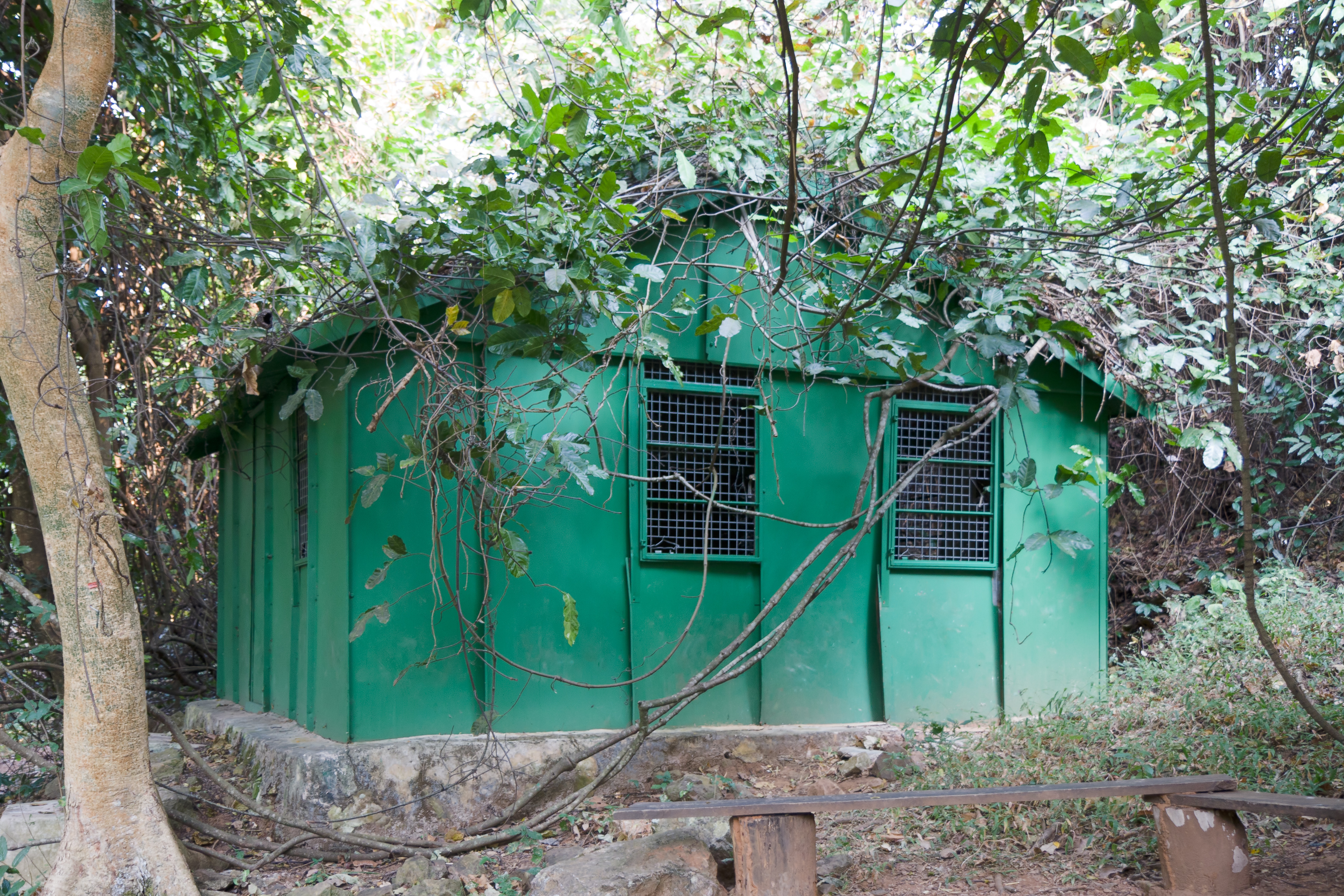
Emplacement que Goodall utilisait pour nourrir les chimpanzés de Gombe.

Quand Goodall rapporta les événements de la guerre de Gombe, l'idée d'une guerre survenue naturellement entre chimpanzés ne fut pas approuvée par tous. À cette époque, les modèles scientifiques de comportement humain et animal ne se chevauchaient pratiquement jamais ; certains scientifiques l'accusèrent d'un excès d'anthropomorphisme ; d'autres suggérèrent que sa présence et sa pratique de nourrir les chimpanzés avaient créé un violent conflit dans une société naturellement pacifique. Pourtant, plus tard, d'autres méthodes, moins intrusives, confirmeront que les sociétés de chimpanzés mènent des guerres de manière naturelle,.
En outre, des études sur le sujet sont publiés en 2014 portant sur dix-huit communautés de chimpanzés et quatre communautés de bonobos étudiées au cours de cinq décennies. Ces données incluent 152 meurtres (58 observés, 41 obtenus par déduction et 53 présumés) par des chimpanzés dans quinze communautés et un meurtre présumé commis par des bonobos. Ils montrent que les mâles étaient les agresseurs les plus fréquents (92 % des participants) et les victimes les plus fréquentes (73 %) ; la plupart des meurtres (66 %) étaient des agressions intercommunautaires ; et les agresseurs attaquent en supériorité numérique par rapport à leurs victimes (rapport médian 8 contre 1).
Les chercheurs affirment que leur analyse soutient l'idée que la violence guerrière chez les chimpanzés est un comportement naturel qui a évolué parce qu'elle pourrait fournir plus de ressources ou de territoire aux tueurs, pour un faible risque.